# Fumilay Fonseca
Fumilay Fonseca (24 mei 1988) is een Santomees snelwandelaarster.

## Loopbaan
Fonseca nam deel aan de Olympische Spelen van 2004 op het onderdeel 20 km snelwandelen en werd daarin 52ste met een tijd van 2:04.54. Zij droeg ook de vlag tijdens de openingsceremonie.
Fonseca deed ook mee aan het wereldkampioenschappen voor B-junioren in 2005 en werd toen 24ste.

## Persoonlijke records
Baan
| Onderdeel             | Prestatie | Datum           | Plaats   |
| --------------------- | --------- | --------------- | -------- |
| 5000 m snelwandelen   | 26.05,60  | 15 maart 2005   | Sao Tomé |
| 10.000 m snelwandelen | 1:02.13,1 | 3 augustus 2003 | Garoua   |

Weg
| Onderdeel          | Prestatie | Datum            | Plaats      |
| ------------------ | --------- | ---------------- | ----------- |
| 10 km snelwandelen | 58.25     | 23 augustus 2004 | Athene      |
| 20 km snelwandelen | 2:04.06   | 15 juli 2004     | Brazzaville |

## Palmares

### 5000 m snelwandelen
- 2004: 24e WK voor B-junioren in Marrakech - 31.11,0

### 20 km snelwandelen
- 2004: 52e OS - 2:04.54